# Mark González
Mark González, född 10 juli 1984 i Durban, Sydafrika, är en chilensk fotbollsspelare (mittfältare) som spelar i den brasilianska klubben Sport Recife.

## Karriär

### Universidad Católica
González började sin karriär i Universidad Católica och debuterade för klubbens A-lag 2002. Han imponerade stort hemma i Chile och väckte ganska snabbt intresse hos ett par utländska klubbar. År 2004 skrev han på för Albacete Balompié.

### Albacete
González anlände till Spanien 2004 och under sin vistelse i Albacete imponerade han stort, inte bara på den egna managern, utan också på Rafa Benítez (Liverpool FC).
González gick med på att bli utlånad till Liverpool för säsongen 2004/2005 (och därefter en permanent övergång värd £1.5 miljoner). Emellertid nekades han först ett engelskt arbetstillstånd i augusti 2005, men Liverpool ville inte ge upp González utan fortsatte sin strävan efter honom trots problemen med arbetstillstånd och en skada. I oktober 2005 övertalades Liverpool att göra övergången permanent, men chilenaren lånades direkt ut till Albacete så att han kunde fortsätta sin återhämtning från skadan. Det blev också ett sätt för klubben att få Department of Education and Employment att bevilja González ett arbetstillstånd.

### Real Sociedad
2006 fortsatte González sin låneperiod i Spanien, den här gången i Real Sociedad. I Sociedad gjorde han ett par fina framträdanden och den spanska klubben ville gärna skriva ett permanent kontrakt med den kvicke ytterspringaren. (Dessutom jagades han av ett par andra klubbar från La Liga). Trots intresset kring honom tackade González för sig och bestämde sig för att ansluta till Liverpool den kommande säsong.

### Liverpool
Den 5 juli 2006 fick González äntligen tillstånd att spela i Liverpool FC. Han gjorde sitt första mål den 9 augusti 2006 mot Maccabi Haifa. González byttes in i den 85:e minuten (istället för Steven Gerrard). Endast 3 minuter efter González inhopp spikar han fastresultatet; 2–1, för Liverpool.

### Real Betis
2007 skrev González på för Real Betis där han stannade i två år innan CSKA Moskva köpte honom för 6,5 miljoner euro.

## Landslaget
González debuterade för landslaget i en match mot Argentina 2003. Det var en VM-kvalmatch som slutade 2–2.

## Meriter

### Klubblag
Liverpool
- Community Shield: 2006/07

CSKA Moskva
- Premjer-Liga: 2012–13, 2013–14
- Ryska cupen: 2010–11, 2012–13
- Ryska supercupen: 2013

### Landslag
Chile
- Copa América: 2016